# Rodrigo Conceição
Rodrigo Fernandes da Conceição (Porto, 2 gennaio 2000) è un calciatore portoghese, di ruolo difensore, attualmente svincolato.

## Biografia
È figlio dell'ex calciatore Sérgio Conceição; anche suo fratello maggiore Sérgio e suo fratello minore Francisco sono calciatori professionisti.

## Carriera

### Club
Cresciuto nel settore giovanile del Benfica, debutta fra i professionisti il 3 novembre 2018 giocando con la squadra riserve il match di Segunda Liga perso 1-0 contro il Paços Ferreira.
Nel 2020 passa al Porto che lo aggrega alla propria seconda squadra; dopo una stagione da titolare con 30 presenze ed una rete segnata, viene ceduto in prestito al Moreirense.

### Nazionale
Ha giocato nelle nazionali giovanili portoghesi Under-16, Under-17, Under-18, Under-19, Under-20 ed Under-21.

## Statistiche

### Presenze e reti nei club
Statistiche aggiornate al 15 maggio 2023.
| Stagione        | Squadra         | Campionato      | Campionato | Campionato | Coppe nazionali | Coppe nazionali | Coppe nazionali | Coppe continentali | Coppe continentali | Coppe continentali | Altre coppe | Altre coppe | Altre coppe | Totale | Totale |
| Stagione        | Squadra         | Comp            | Pres       | Reti       | Comp            | Pres            | Reti            | Comp               | Pres               | Reti               | Comp        | Pres        | Reti        | Pres   | Reti   |
| --------------- | --------------- | --------------- | ---------- | ---------- | --------------- | --------------- | --------------- | ------------------ | ------------------ | ------------------ | ----------- | ----------- | ----------- | ------ | ------ |
| 2018-2019       | Benfica B       | LdH             | 4          | 0          |                 | -               | -               |                    | -                  | -                  |             | -           | -           | 4      | 0      |
| 2019-2020       | Benfica B       | LdH             | 20         | 3          |                 | -               | -               |                    | -                  | -                  |             | -           | -           | 20     | 3      |
| 2020-2021       | Porto B         | LdH             | 30         | 1          |                 | -               | -               |                    | -                  | -                  |             | -           | -           | 30     | 1      |
| 2021-2022       | Moreirense      | PL              | 13+2       | 0          | CP+CdL          | 1+0             | 0               |                    | -                  | -                  |             | -           | -           | 16     | 0      |
| 2022-2023       | Porto           | PL              | 14         | 0          | CP+CdL          | 3+4             | 0               | UCL                | 2                  | 0                  | SP          | 0           | 0           | 23     | 0      |
| Totale carriera | Totale carriera | Totale carriera | 83         | 4          |                 | 8               | 0               |                    | 2                  | 0                  |             | 0           | 0           | 93     | 4      |

## Palmarès

### Club

#### Competizioni nazionali
- Coppa di Lega portoghese: 1

Porto: 2022-2023
- Coppa del Portogallo: 1

Porto: 2022-2023